# Championnat de Bulgarie de football 1980-1981
Navigation
Saison précédente Saison suivante
La saison 1980-1981 du Championnat de Bulgarie de football était la 57e édition du championnat de première division en Bulgarie. Les seize meilleurs clubs du pays se retrouvent au sein d'une poule unique, la Vissha Professionnal Football League, où ils s'affrontent deux fois, à domicile et à l'extérieur. À la fin de la saison, les deux derniers du classement sont relégués et remplacés par les deux meilleurs clubs de deuxième division.
Le CSKA Septemvriysko zname Sofia, tenant du titre, remporte à nouveau le championnat cette saison en terminant en tête du classement final, avec 4 points d'avance sur le Levski-Spartak Sofia et 5 sur le Trakia Plovdiv, vainqueur par ailleurs de la Coupe de Bulgarie. C'est le 21e succès de l'histoire du CSKA en championnat de Bulgarie.

## Les 16 clubs participants
| - Levski-Spartak Sofia - CSKA Septemvriysko zname Sofia - PFC Minyor Pernik - Akademik Sofia - Promu de D2 - Pirin Blagoevgrad - PFC Slavia Sofia - Chernomorets Burgas - Lokomotiv Sofia | - Marek Stanke Dimitrov - PFK Spartak Pleven - Tcherno More Varna - Trakia Plovdiv - Botev Vratsa - Belassitza Petritch - Promu de D2 - Beroe Stara Zagora - PFC Sliven |

## Compétition

### Classement
Le barème utilisé pour établir le classement est le suivant :
- Victoire : 2 points
- Match nul : 1 point
- Défaite : 0 point

| Rang | Équipe                           | Pts | J  | G  | N  | P  | Bp | Bc | Diff |
| ---- | -------------------------------- | --- | -- | -- | -- | -- | -- | -- | ---- |
| 1    | CSKA Septemvriysko zname Sofia T | 40  | 30 | 14 | 12 | 4  | 70 | 32 | +38  |
| 2    | Levski-Spartak Sofia             | 36  | 30 | 13 | 10 | 7  | 44 | 25 | +19  |
| 3    | Trakia Plovdiv C                 | 35  | 30 | 15 | 5  | 10 | 64 | 40 | +24  |
| 4    | Akademik Sofia P                 | 34  | 30 | 13 | 8  | 9  | 42 | 40 | +2   |
| 5    | PFK Spartak Pleven               | 31  | 30 | 12 | 7  | 11 | 38 | 41 | -3   |
| 6    | Tcherno More Varna               | 29  | 30 | 8  | 13 | 9  | 36 | 37 | -1   |
| 7    | PFC Slavia Sofia                 | 29  | 30 | 10 | 9  | 11 | 35 | 44 | -9   |
| 8    | Marek Stanke Dimitrov            | 28  | 30 | 12 | 4  | 14 | 39 | 40 | -1   |
| 9    | Lokomotiv Sofia                  | 28  | 30 | 8  | 12 | 10 | 34 | 35 | -1   |
| 10   | Beroe Stara Zagora               | 28  | 30 | 11 | 6  | 13 | 45 | 49 | -4   |
| 11   | Chernomorets Burgas              | 28  | 30 | 9  | 10 | 11 | 42 | 49 | -7   |
| 12   | Botev Vratsa                     | 27  | 30 | 8  | 11 | 11 | 32 | 37 | -5   |
| 13   | Belassitza Petritch P            | 27  | 30 | 11 | 5  | 14 | 38 | 47 | -9   |
| 14   | PFC Sliven                       | 27  | 30 | 11 | 5  | 14 | 33 | 43 | -10  |
| 15   | PFC Minyor Pernik                | 27  | 30 | 12 | 3  | 15 | 32 | 51 | -19  |
| 16   | Pirin Blagoevgrad                | 26  | 30 | 6  | 14 | 10 | 33 | 47 | -14  |

|  | Qualification pour la Coupe des clubs champions 1981-1982                                |
|  | Qualification pour la Coupe des Coupes 1981-1982                                         |
|  | Qualification pour la Coupe UEFA 1981-1982                                               |
|  | Qualification pour la Coupe Intertoto 1981                                               |
|  | Relégation en deuxième division                                                          |
|  | T : Tenant du titre C : Vainqueur de la Coupe de Bulgarie P : Promu de deuxième division |

## Bilan de la saison
| Championnat de Bulgarie de football 1980-1981 |                                            |
| Champion                                      | CSKA Septemvriysko zname Sofia (21e titre) |
| Coupes et trophées                            |                                            |
| Vainqueur de la Coupe de Bulgarie 1980-1981   | Trakia Plovdiv                             |
| Qualifications continentales                  |                                            |
| Coupe des clubs champions 1981-1982           | CSKA Septemvriysko zname Sofia             |
| Coupe des Coupes 1981-1982                    | Trakia Plovdiv                             |
| Coupe UEFA 1981-1982                          | Levski-Spartak Sofia                       |
| Coupe UEFA 1981-1982                          | Akademik Sofia                             |
| Coupe Intertoto 1981                          | PFK Spartak Pleven                         |
| Coupe Intertoto 1981                          | Marek Stanke Dimitrov                      |
| Promotions et relégations                     |                                            |
| Promus en Vissha PFL                          | Etar Veliko Tarnovo                        |
| Promus en Vissha PFL                          | FK Haskovo                                 |
| Relégués en B PFL                             | PFC Minyor Pernik                          |
| Relégués en B PFL                             | Pirin Blagoevgrad                          |